# Hermogenes (Töpfer)

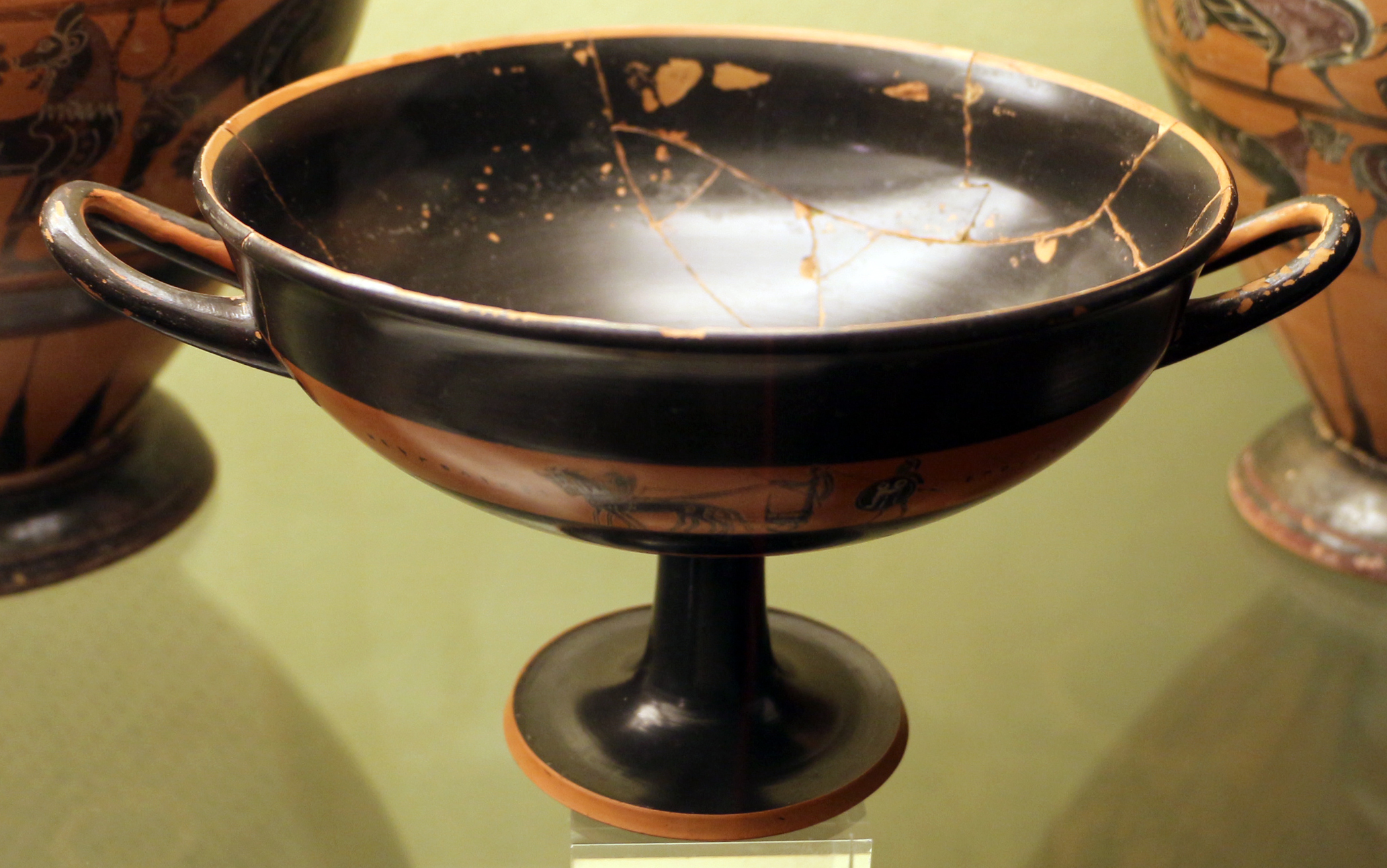
Hermogenische Bandschale, um 450 v. Chr. Archäologisches Nationalmuseum Florenz

Hermogenes war ein attischer Töpfer. Er war in der Mitte des 6. Jahrhunderts v. Chr. in Athen tätig und zählt zu den Kleinmeistern.
Hermogenes töpferte vor allem Schalen (Kylikes). Bekannt sind beispielsweise die Bandschalen des Hermogenes, die auf dem Band Frauenkopfverzierungen zeigen. Nach ihm wurden die Hermogenischen Skyphoi benannt, Skyphoi, die ähnlich wie Bandschalen verziert wurden. Hermogenes war ein experimentierfreudiger Töpfer. So sind beispielsweise von ihm wie auch vom Töpfer Amasis Randschalen mit den Füßen von Sianaschalen bekannt.